# Fantasy Filmfest

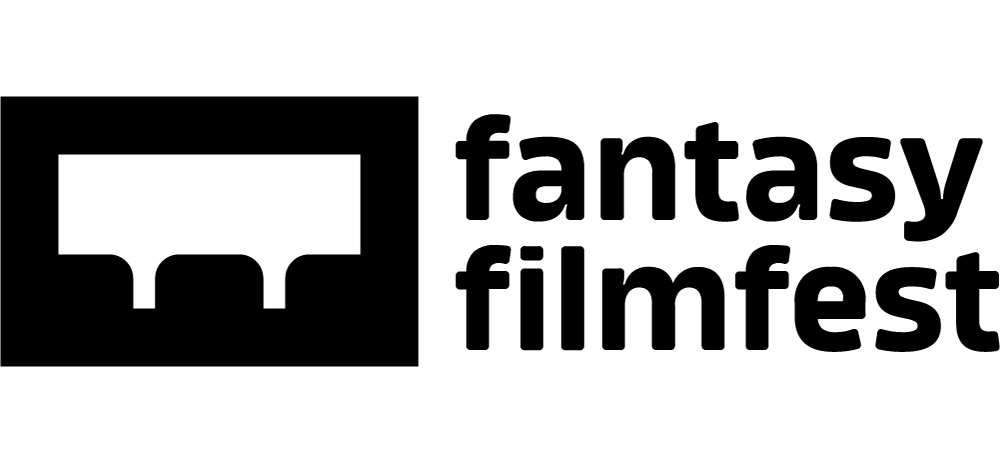
Offizielles Logo seit 2020

Logo von 2008–2019

Altes Logo

Das Fantasy Filmfest ist ein internationales Genre-Filmfestival.

## Allgemeines
Das Fantasy Filmfest findet jedes Jahr zeitversetzt hintereinander, normalerweise im Spätsommer, in Berlin, Frankfurt, Hamburg, Köln, München, Nürnberg und Stuttgart statt. Es präsentiert das Genre des fantastischen Films. Thriller, Horror und Science Fiction sind feste Bestandteile des Festivalprogramms. Es werden aber auch Filme aus anderen Genres wie zum Beispiel Action, Anime, Schwarze Komödie oder Fantasy gezeigt. Das Festival gliedert sich in verschiedene Sektionen, die während der Festivaljahre leicht variieren.
Das Hauptprogramm besteht aus der Official Selection (vormals Selected Features) und wird von dem Eröffnungsfilm und dem Abschlussfilm umrahmt. Das Centerpiece und das Director's Spotlight sind zwei der Highlights des Festivals. Seit 2024 ist der Programmteil Fear Good etabliert, der sich auf das Genre Horror und Thriller konzentriert. Gezeigt werden allgemein aktuelle Genre- und Independent-Filme aus aller Welt.
Weitere Programmbestandteile waren bis 2014 Focus Asia, in welchem Genrefilme des panasiatischen Kinos gezeigt wurden, und Midnight Madness, welches sich auf Mitternachts-Screenings für den extremen, bizarren Trash-, Splatter- und Horrorfilm fokussierte.
Fester Bestandteil sind das Kurzfilmprogramm Get Shorty, seit 2006 gibt es einen Publikumspreis, der für Filme aus der Wettbewerbsreihe Fresh Blood (Debüt- oder Zweitfilme von Regisseuren) vergeben wird. Bisher gab es Retrospektiven und Hommagen zu Dario Argento, David Cronenberg, Jess Franco, Peter Jackson, David Lynch, Jimmy Sangster, den Shaw Brothers, Takashi Miike, Wild Bunch und Brian Yuzna.
Zu einigen Filmen gibt es Publikumsgespräche und persönliche Filmeinführungen von eingeladenen Regisseuren, Schauspielern und Produzenten. Diese finden meist in Berlin und Hamburg statt. Alle Filme werden in der Originalfassung und bei nicht-englischsprachigen Filmen mit englischen, manchmal auch deutschen Untertiteln gezeigt.
Das Fantasy Filmfest sowie die White Nights und Nights werden von Rosebud Entertainment mit einem Kernteam von vier Mitarbeitern organisiert.

## Geschichte

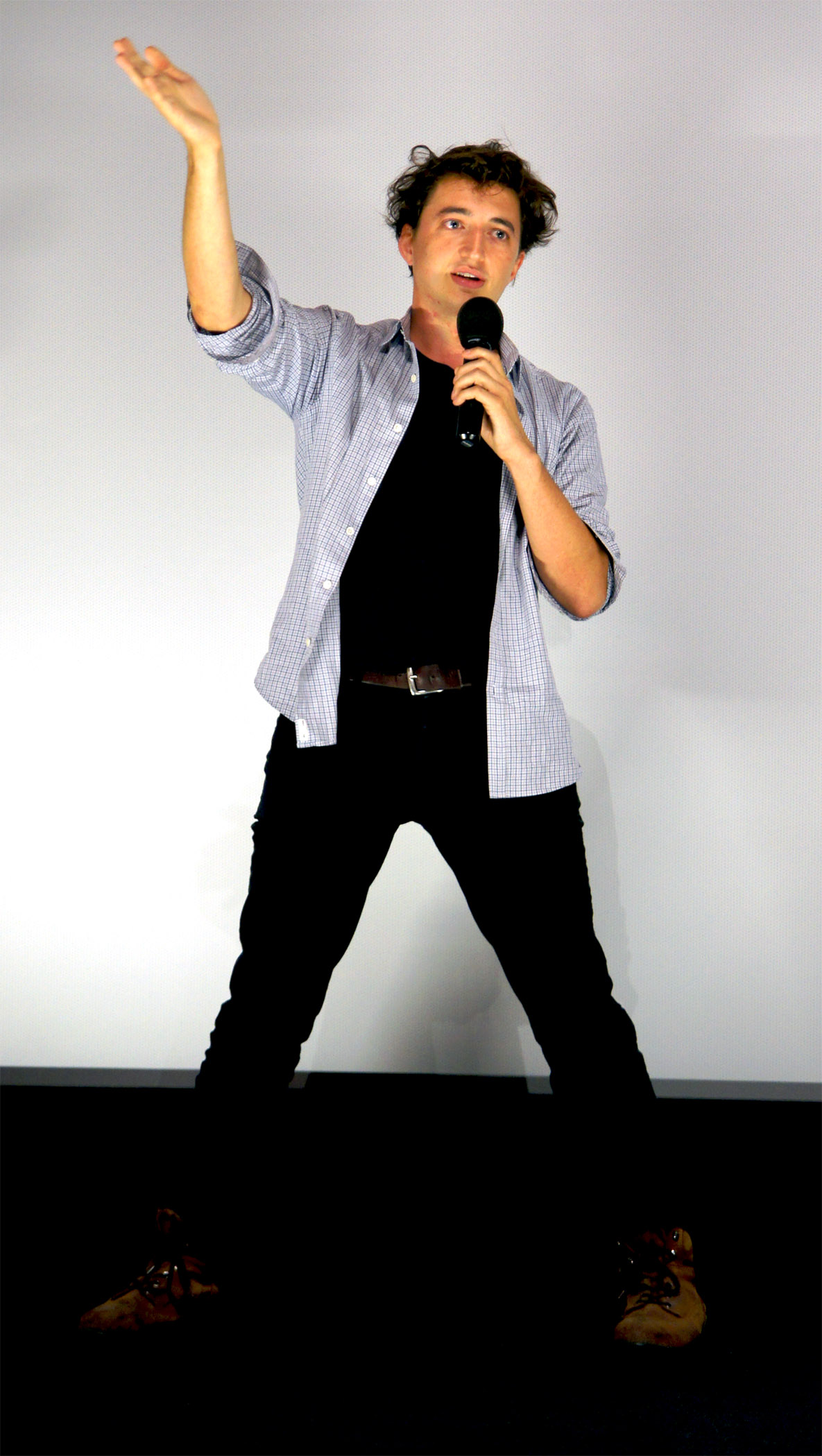
Regisseur Benh Zeitlin bei der Publikumsdiskussion zu seinem Film Beasts of the Southern Wild im Cinemaxx 7 am Potsdamer Platz (2012)

Das Fantasy Filmfest wurde 1987 in Hamburg gegründet. Im Programmkino Alabama und im Kultur- und Veranstaltungszentrum Markthalle wurden im ersten Festivaljahr Filmklassiker sowie Premieren gezeigt. Am Sonntag gab es einen Kinobrunch mit Kleiner Laden voller Schrecken von Roger Corman und Der kleine Horrorladen von Frank Oz.
Seit 1992 fand das Festival in Berlin, Frankfurt, Hamburg, Köln, München statt, Stuttgart ist seit 1996 offizielle Festivalstadt, Nürnberg seit 2003. 2007 bis 2014 wurden 60 bis 80 Spielfilme in mehreren Städten parallel gezeigt, ab 2015 durch die Änderung auf singuläre Präsentation nur noch gut 50. Die Festivaleröffnung war bis 1992 in Hamburg, von 1993 bis 2007 in München. Seit 2008 wird das Festival in Berlin eröffnet (Ausnahme 2017: München).

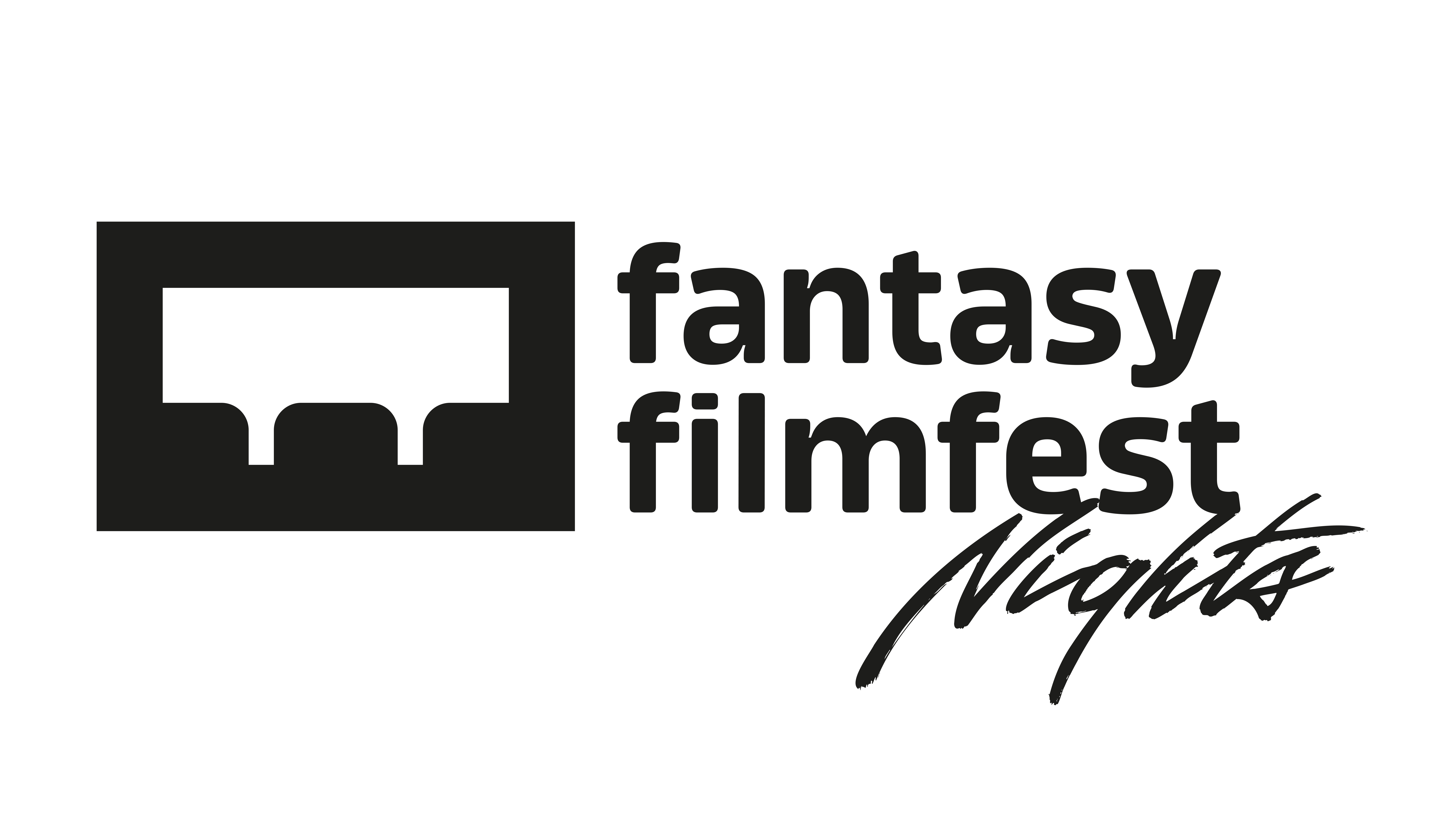

Seit 2003 findet in allen Festivalstädten (Berlin, Frankfurt, Hamburg, Köln, München, Nürnberg und Stuttgart) zusätzlich im Frühjahr die Fantasy Filmfest Nights (2003 und 2004 noch unter dem Namen Die Nacht der 1000 Schreie) statt, eine jeweils zweitägige Miniausgabe des Festivals mit anfänglich 5 Filmen. Jährlich wurde das Programm  um einen Film erweitert, bis letztlich 10 Filme an 2 Tagen gezeigt wurden. Seit 2021 wurde das Programm von 2 Tagen auf 4 Tage erweitert und insgesamt 17 Filme gezeigt.
Im Herbst 2007 fanden in ausgewählten Festivalstädten einmalig die Focus Asia Nights statt, ebenfalls eine zweitägige Veranstaltung als eigenständige Version des Festivalprogramms Focus Asia mit acht aktuellen Genrefilmen des panasiatischen Kinos.

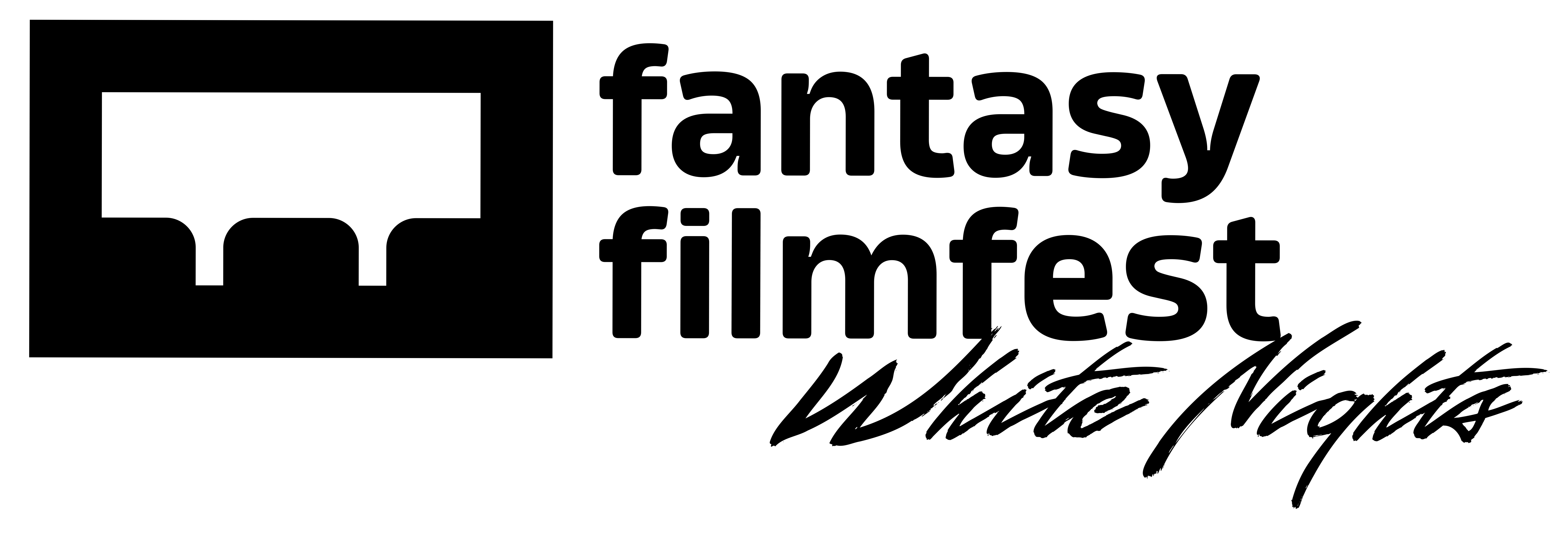

 Im Dezember 2015 fanden zum ersten Mal die Fantasy Filmfest White Nights in allen Festivalstädten (außer Hamburg) statt. Im Januar 2017 wurden die White Nights fortgesetzt und sind seither als Nebenfestival im Winter fest etabliert. Seit Januar 2018 wurde auch die Festivalstadt Hamburg bespielt. 2021 wurden die White Nights und die für gewöhnlich im Frühling stattfindenden Nights aufgrund der COVID-19-Pandemie zu den Fantasy Filmfest Nights XL im späten Juni 2021 zusammengelegt. Ebenfalls aufgrund der Pandemie entfiel das Nebenfestival im Januar 2022. Seit 2023 findet es wieder regulär in allen Festivalstädten statt.
Wegen geringem Besucherinteresse wurden folgende Städte nur ein- bzw. zweimal bespielt: Essen (1995), Esslingen statt Stuttgart und Sulzbach statt Frankfurt (1998), Bochum (2006/07), Leipzig (2007, nur Fantasy Filmfest Nights), Dortmund (2008), Hannover (2010, nur Fantasy Filmfest).

## Fresh Blood Award
Seit 2006 wird auf dem Fantasy Filmfest der Publikumspreis Fresh Blood Award für das beste Erstlings- oder Zweitwerk vergebenen.
Gewinnerfilme
- 2006: Brick
- 2007: Ex Drummer
- 2008: JCVD
- 2009: District 9
- 2010: Four Lions
- 2011: Hell
- 2012: Beasts of the Southern Wild
- 2013: Blancanieves
- 2014: Housebound
- 2015: Shrew’s Nest
- 2016: Under the Shadow
- 2017: I Remember You
- 2018: Heavy Trip
- 2019: Hotel Mumbai
- 2020: [nicht vergeben]
- 2021: Beyond the Infinite Two Minutes
- 2022: Freaks Out
- 2023: Mars Express
- 2024: Feinfühlige Vampirin sucht lebensmüdes Opfer (Vampire humaniste cherche suicidaire consentant / Humanist Vampire Seeking Consenting Suicidal Person)

## Premieren
Unter anderen feierten folgende Genre- und Independent-Filme ihre Weltpremiere, Europapremiere oder Deutschlandpremiere auf dem Fantasy Filmfest:
| Originaltitel                        | Deutscher Titel                       | Land                                              | Jahr | W/E/D |
| ------------------------------------ | ------------------------------------- | ------------------------------------------------- | ---- | ----- |
| 11:14                                | --                                    | USA                                               | 2003 | D     |
| ABCs of Superheroes                  | --                                    | Deutschland                                       | 2015 | W     |
| Black Water                          | --                                    | Australien                                        | 2003 | D     |
| The Blair Witch Project              | Blair Witch Project                   | USA                                               | 1999 |       |
| Bubba Ho-Tep                         | --                                    | USA                                               | 2002 | D     |
| The Boondock Saints                  | Der blutige Pfad Gottes               | USA                                               | 1999 | W     |
| Frailty                              | Dämonisch                             | USA, Deutschland                                  | 2001 | D     |
| Dear Wendy                           | --                                    | Dänemark, Frankreich, Deutschland, Großbritannien | 2005 | D     |
| Delicatessen                         | --                                    | Frankreich                                        | 1991 |       |
| George A. Romero's Diary of the Dead | Diary of the Dead                     | USA                                               | 2007 | D     |
| Le fabuleux destin d’Amélie Poulain  | Die fabelhafte Welt der Amélie        | Frankreich                                        | 2001 |       |
| District 9                           | --                                    | USA, Neuseeland, Kanada, Südafrika                | 2009 |       |
| Evil Dead Rise                       | --                                    | USA                                               | 2023 | D     |
| Final Destination                    | --                                    | USA                                               | 2000 | D     |
| Eden Lake                            | --                                    | Großbritannien                                    | 2008 | W     |
| Freddy vs. Jason                     | --                                    | USA, Italien                                      | 2003 | D     |
| Reign of Fire                        | Die Herrschaft des Feuers             | Großbritannien, Irland, USA                       | 2002 | D     |
| Face/Off                             | Im Körper des Feindes                 | USA                                               | 1997 |       |
| Irréversible                         | Irreversibel                          | Frankreich                                        | 2002 | D     |
| Jeepers Creepers                     | Jeepers Creepers – Es ist angerichtet | USA, Deutschland                                  | 2001 | E     |
| Pulp Fiction                         | --                                    | USA                                               | 1994 | D     |
| Rendel                               | --                                    | Finnland                                          | 2017 | W     |
| Repo! The Genetic Opera              | --                                    | USA                                               | 2008 | E     |
| Saw                                  | --                                    | USA, Australien                                   | 2004 | E     |
| Scary Movie                          | --                                    | USA                                               | 2000 |       |
| Scream                               | Scream – Schrei!                      | USA                                               | 1996 |       |
| Sin City                             | --                                    | USA                                               | 2005 | D     |
| Låt den rätte komma in               | So finster die Nacht                  | Schweden                                          | 2008 |       |
| Sunshine                             | Sunshine                              | Vereinigtes Königreich                            | 2007 | W     |
| Vidocq                               | --                                    | Frankreich                                        | 2001 | D     |
| Viergeteilt im Morgengrauen          | --                                    | Deutschland                                       | 1999 | W     |
| Vortex                               | --                                    | Deutschland                                       | 2001 | W     |
| Wasting Away                         | --                                    | USA                                               | 2007 | D     |
| Zur Hölle mit Dir                    | --                                    | Deutschland                                       | 2003 |       |